# 没食子インク

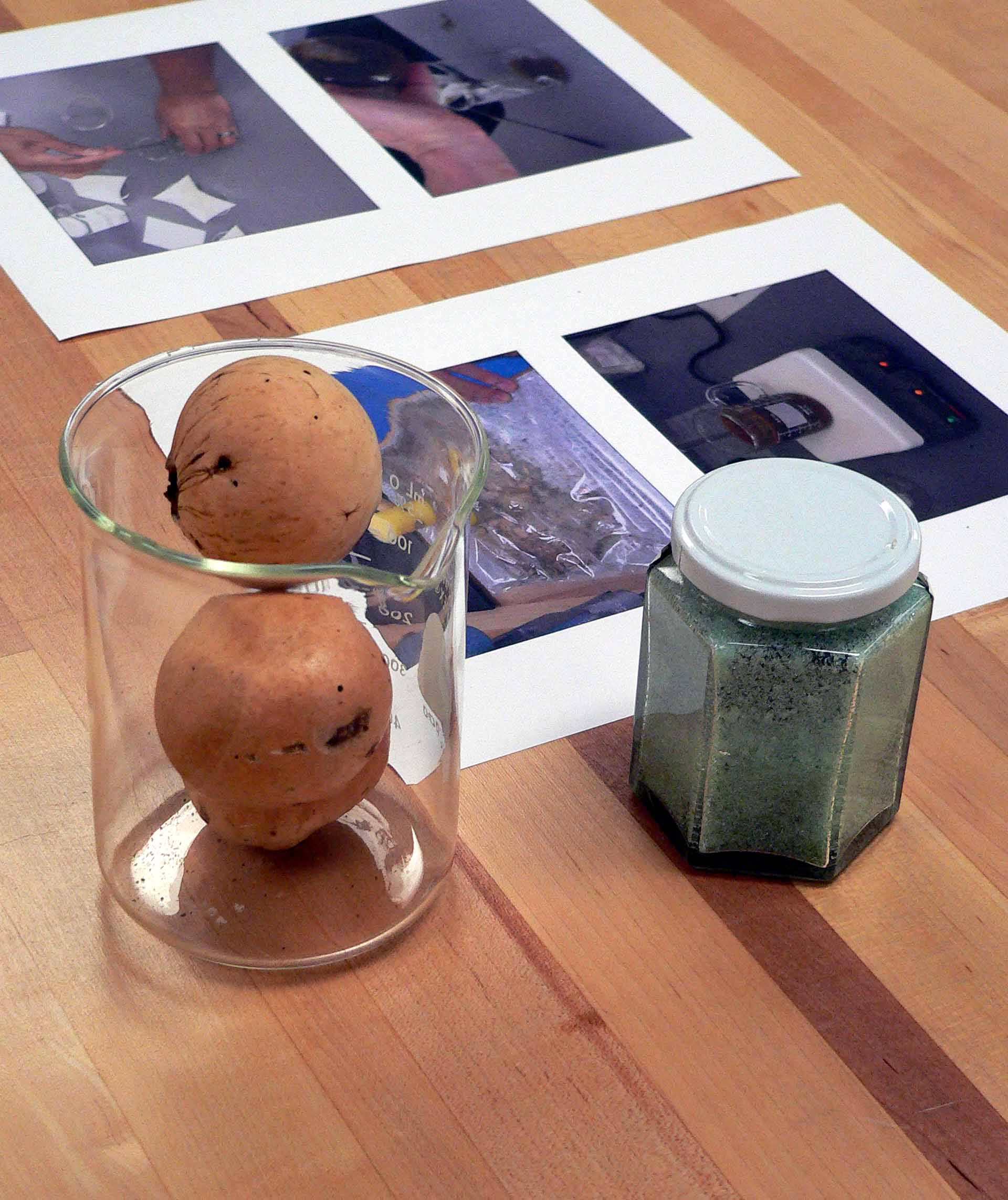
没食子インクの材料である没食子と硫酸鉄(II)

没食子インク (もっしょくしインク、iron gall ink、iron gall nut ink、oak gall ink)は鉄の塩と植物由来のタンニン酸から作られた紫黒色もしくは黒褐色のインクである。ヨーロッパでは筆記用および描画用のインクとして9世紀から19世紀にかけて一般的に使われており、20世紀に入ってもよく使われ続けた。

## 調合と使用

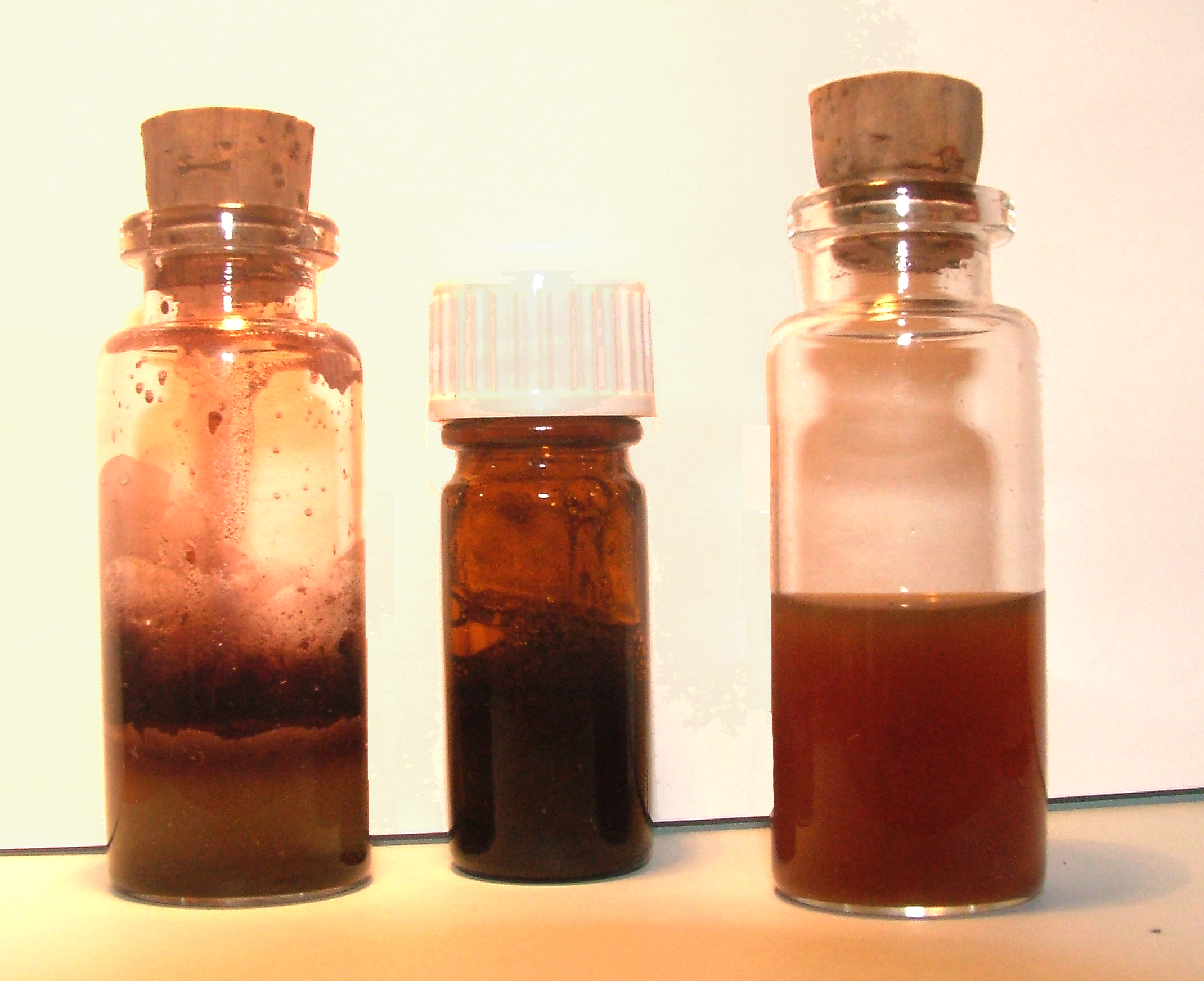
自家製インク。左に鉄(釘)と酢による溶液。右にオークの抽出物。これら二つを使用直前に混ぜることでインク(中央)ができる。

没食子インクは一般的に硫酸鉄(II)(FeSO4)を没食子酸(C6H2(OH)3COOH)に加えることで調合されるが、鉄イオンを生ずるものであれば何でも使用できる(例えば、釘、鉄くずなど)。没食子酸は通常、没食子から抽出されるが、他の種類の木の虫こぶからも抽出できる。没食子の抽出物に発酵や加水分解を行うことで没食子酸が遊離し、より濃い黒インクを得ることができる。
発酵した抽出物は硫酸鉄(II)と混ぜ合わされ、濾過される。出てきた薄灰色の溶液にはバインダー(アラビアガムが最も一般的)が加えられ、紙や羊皮紙への筆記に用いられた。上手く調合されたインクは徐々に濃い紫黒色へと変化する。書かれた内容は羊皮紙にしっかりと付着し、(墨などとは異なり)こすったり洗ったりしても消すことができない。筆記面を薄く削ぎ落とすことが消すための唯一の方法である。

## 化学

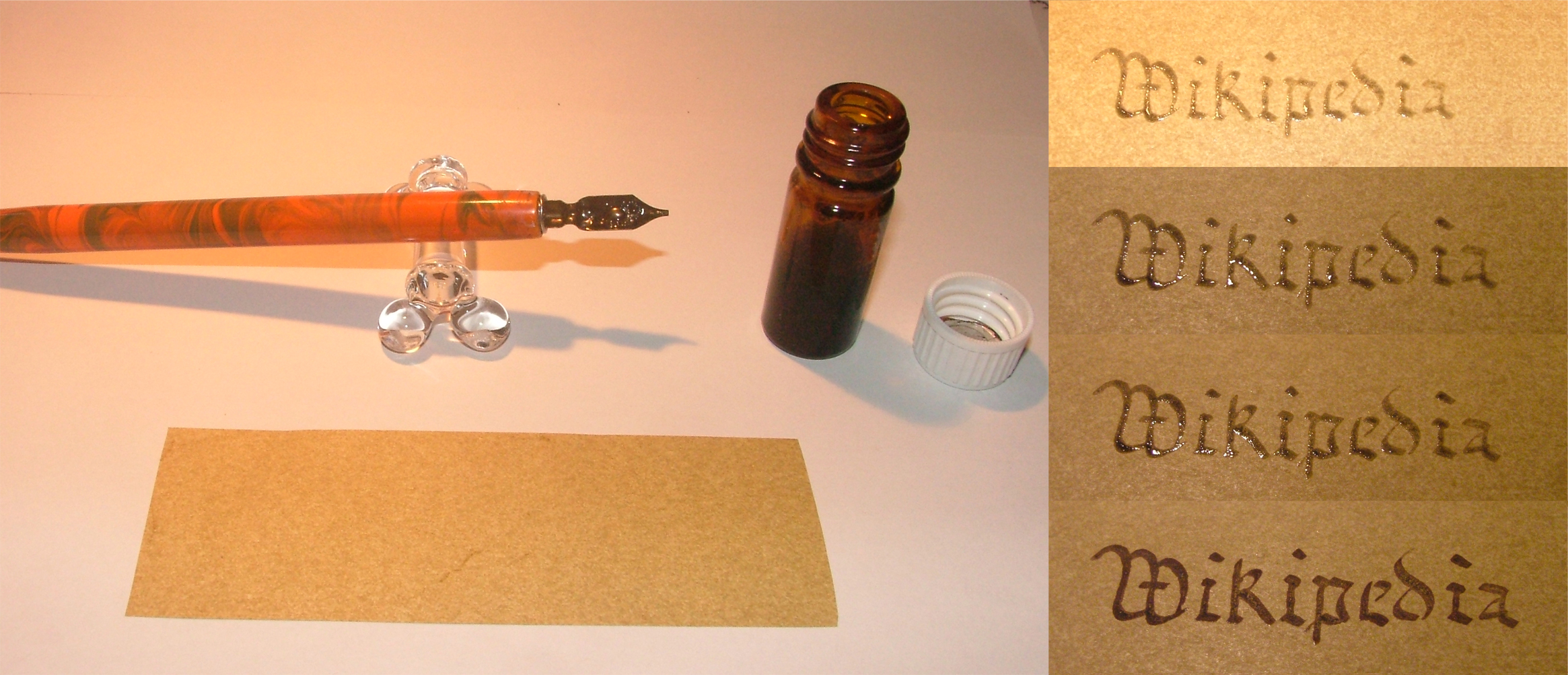
自家製没食子インクの使用。時間の経過とともにインクが濃くなっているのが分かる。

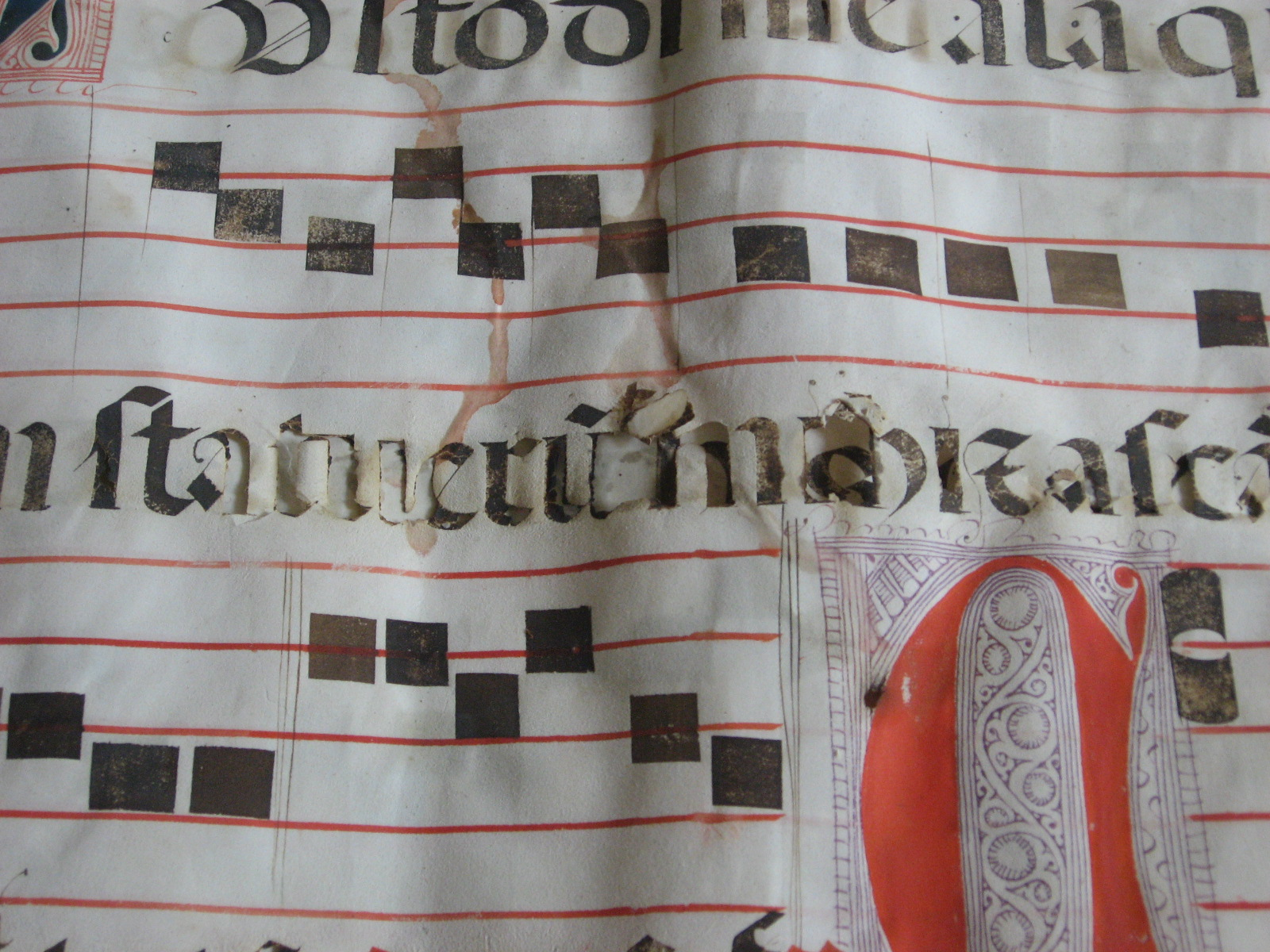
インク焼け：没食子インクは紙や羊皮紙を分解する

インクが時間の経過とともに濃くなるのは空気中の酸素による鉄(II)イオン(Fe2+)の鉄(III)イオン(Fe3+)への酸化が原因である(そのため、液体のインクはしっかりと密閉された容器に保管される必要があり、時間が経つと使用できなくなることがしばしばある)。没食子インクの化学反応の詳細はrealscience.comで見つけることができる。
没食子インクはとても有効であるが、その製法は決して理想的ではない。没食子インクの酸性度はおおよそレモンからコーヒーほどの範囲を持つ。そのため、没食子インクを作る際に砕いた卵の殻(炭酸カルシウム(CaCO3)を含む)を用いてインクを調整し、pH値を中性に近づける者もいる。没食子インクは見苦しい「ゴーストライティング」を筆記面(もっとも一般的には羊皮紙や紙)の表面に生じる場合がある。また、インク中に長期間残された過剰な鉄(II)イオンはさび色のぼけを字の周辺に生じ、筆記面に穴をあけてしまう。
紙には没食子インクと用いる場合に固有の問題が存在する。鉄とタンニンによる顔料はセルロース繊維とは化学結合を行わない。没食子インクは紙に強固に付着するが、この原因の大きな割合を占めるのは機械的結合である。すなわち、乾かされたインクが繊維の間に浸透し、乾燥後、繊維の間に絡みつくのである。筆記面の腐食は羊皮紙と比べて紙の方が速く、羊皮紙では1000年以上かかる損傷が紙では数十年や数年で起こってしまう。
没食子インクの酸性度については良く知られているが、その酸性による影響は過大に述べられていることに気を付けるべきである。没食子インクによって書かれた書物の中で損傷が全くないか、没食子インク以外の要因による損傷しかないものは数千あり、その一部は1000年を優に経過している。しかしながら、この知見は没食子インクを用いて書かれた書物の潜在的な問題点を無視できるという意味で受け取ってはならない。

## 歴史
没食子インクの最初のレシピはプリニウスによるものであり、漠然としたものでしかない。多くの著名で重要な写本が没食子インクで書かれている。現存する中で最も古い完全な聖書であり、4世紀半ばに書かれたと考えられているシナイ写本もその一つである。製造の容易さと耐久性、耐水性の高さから没食子インクは地中海周辺のみならずヨーロッパの写本筆写者にも好まれた。ルネサンスや中世から残っている写本の非常に多くが没食子インクを用いて書かれており、残りはランプブラックやカーボンブラックを用いて書かれていることがこれを裏付けている。同じ時代に、イギリスやフランスでは王室や法的な記録を全て没食子インクで書くことを規定した法律が制定された。
没食子インクの人気は植民地化時代以降、世界中に広がった。アメリカ合衆国郵便公社は没食子インクの公式なレシピを有しており、インクはすべての郵便局で客の使用のために用意されていた。
没食子インクはその耐久性と耐水性により、ヨーロッパでは千年以上にわたって、アメリカではヨーロッパによる植民地化以降、標準的な筆記用インクとして用いられてきた。

### 衰退
20世紀後半に、化学的な方法により耐水性のある(紙上の筆記により適した)インクが発明されて初めて没食子インクはその使用・生産が減少し、一般的に利用されなくなった。
今日では、没食子インクは主に古い手法を復興することに熱心な芸術家によって製造され、使用されている。また2017年、プラチナ万年筆よりブルーブラックではない没食子インク（古典インク）が発売された。

## 万年筆

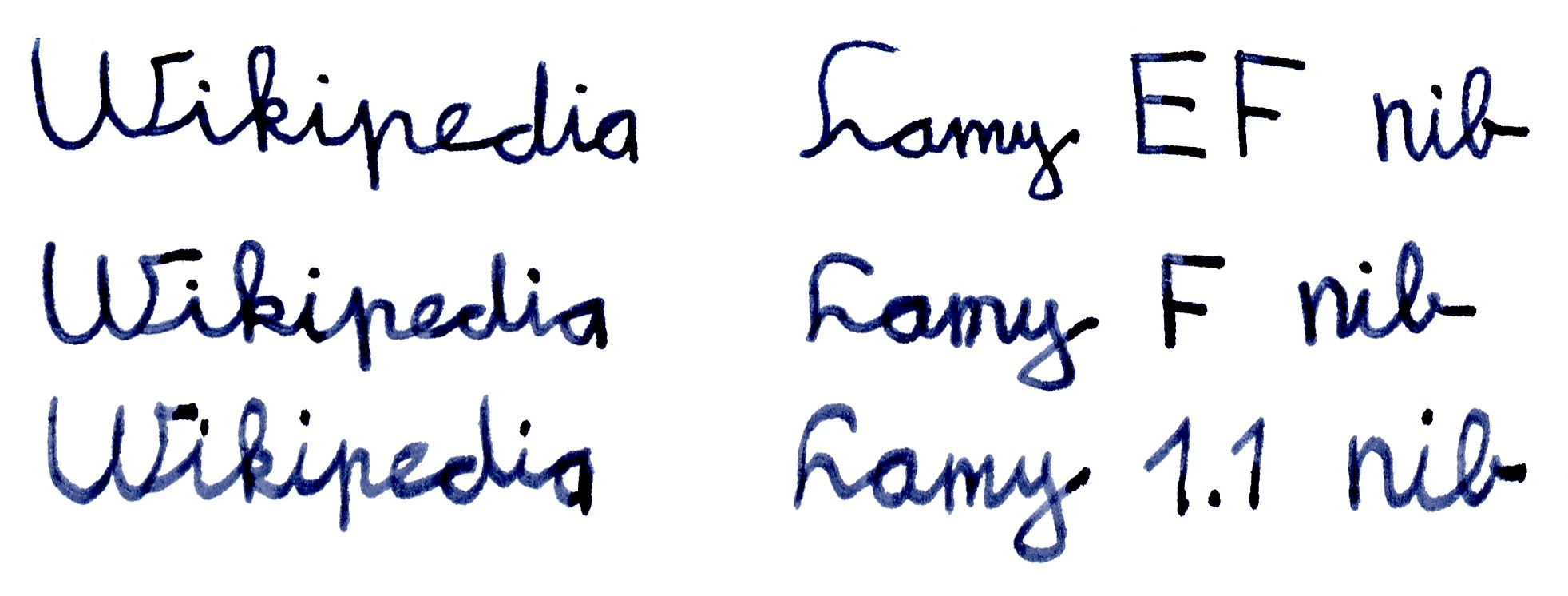
ブルーブラックの没食子インク "Ecclesiastical Stationery Supplies Registrars Ink" で書かれた万年筆の筆記サンプル

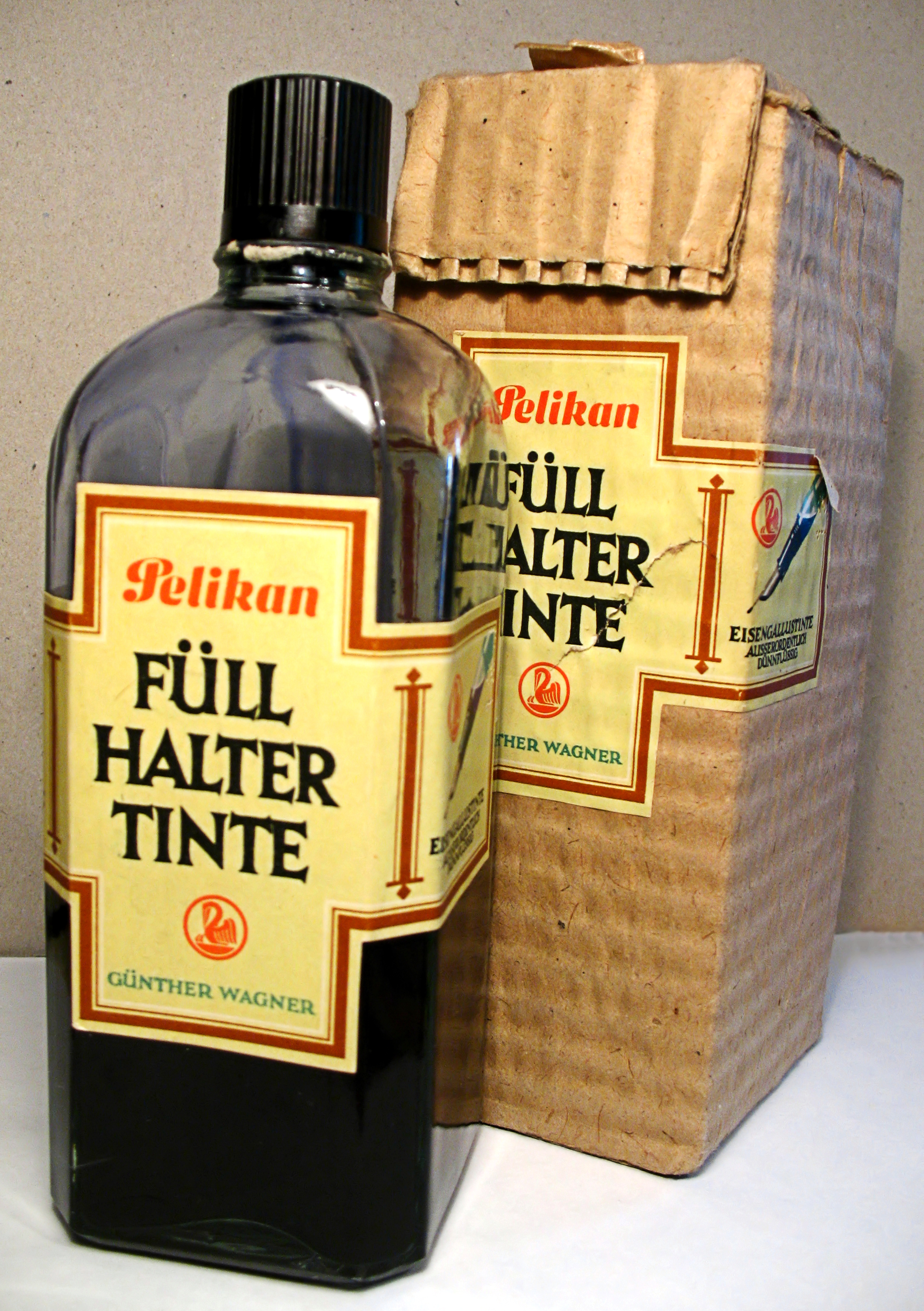
万年筆用没食子インク、詰め替え用ボトル、0.5L、1950年代製、収納容器付き

つけペン用の伝統的な没食子インクはペンを腐食し、万年筆を壊してしまうため、万年筆での使用には適さない。
その代わり、近代的な代用没食子インクが万年筆用に提供されている。例えば、ペリカン、プラチナ萬年筆の製品や、ChesterfieldのArchival Vaultor、ダイアミン(Diamine)のRegistrar's Ink、Ecclesiastical Stationery SuppliesのRegistrars Ink、GutenbergのUrkundentinte G10 Schwarz (証明書インク G10 ブラック)、ローラー&クライナー(Rohrer & Klingner)の"サリックス(Salix)"と"スカビオサ(Scabiosa)"が存在する。これらの近代的な没食子インクは愛好家から古典インクとも呼ばれ少量の鉄-没食子酸化合物を含むが、pHの調整などにより腐食性を低下させており万年筆の内部により優しい。これらの近代的なインクに含まれる青色(時に紫・赤)の水性染料はインクを筆記中にはっきり見えるようにするための一時的な着色料として作用する。このため筆記直後はあまり耐水性が高くない。水性染料インクが完全に乾き退色する間に、鉄-没食子酸化合物は少しずつ酸化され、灰色や黒への目に見える段階的な色の変化を起こし、書いたものに耐水性を持たせる。この色の変化からブルーブラックと呼ばれることもある。色合いが似ているだけで鉄-没食子酸化合物を含まない水性染料をブルーブラックと称している場合もあり、注意が必要である。例えばシェーファー、パイロットコーポレーションのブルーブラックと名乗るインクは鉄-没食子酸化合物を含まない。
ペンの内部に長期間置かれると鉄分が凝固することがあり、洗浄には鉄と結合する薬品（例えばアスコルビン酸）などが必要となる。このため水性染料インクと比較して頻繁に使って乾燥させないこと、頻繁に内部を洗浄することなどが求められる。凝固すると物理的に除去するしかない顔料インクに比べればまだ取り扱いは容易な方である。古典インクを販売していないメーカーの万年筆の中には腐食に弱いものがあり、注意が必要である。一般に万年筆メーカーは他社のインクの使用に伴うトラブルを自己責任と考えており、古典インクに限らず腐食や詰まりを起こすことがある。筆跡はインク消しを使って化学的に除去することもできる。

### 諸外国における証明書用インク
イギリスでは戸籍登記所(en:register office)における出生証明書や結婚証明書、死亡証明書、聖職者の一覧のような公文書への鉄-没食子酸化合物を含む特別なブルーブラックの公文書品質登記官用インク(Registrars' Ink)の使用が必須となっている。

ドイツでは公証人の法律行為(notariellen Urkunden)において特別な青もしくは黒の書類用耐久インク(urkunden- oder dokumentenechte Tinte)の使用が必須とされている。

#### ドイツにおける証明書用インク (Urkundentinte) の規定 (1933年)
- 1リットルのインク中には少なくとも27gのタンニン酸および没食子酸と、4gの鉄分を含む必要がある。鉄分は1リットル当たり6gを超えてはならない。
- インクをガラス容器に14日間保管した際にガラス容器に沈着したり、沈殿を生じたりしてはならない。
- 筆記後8日間経過した書面を水とアルコールで洗った際、非常に濃い色のままでなくてはならない。
- インクはペンから簡単に流れ出す必要があり、乾燥直後でも粘着性があってはならない。